# Sommarrodelbana

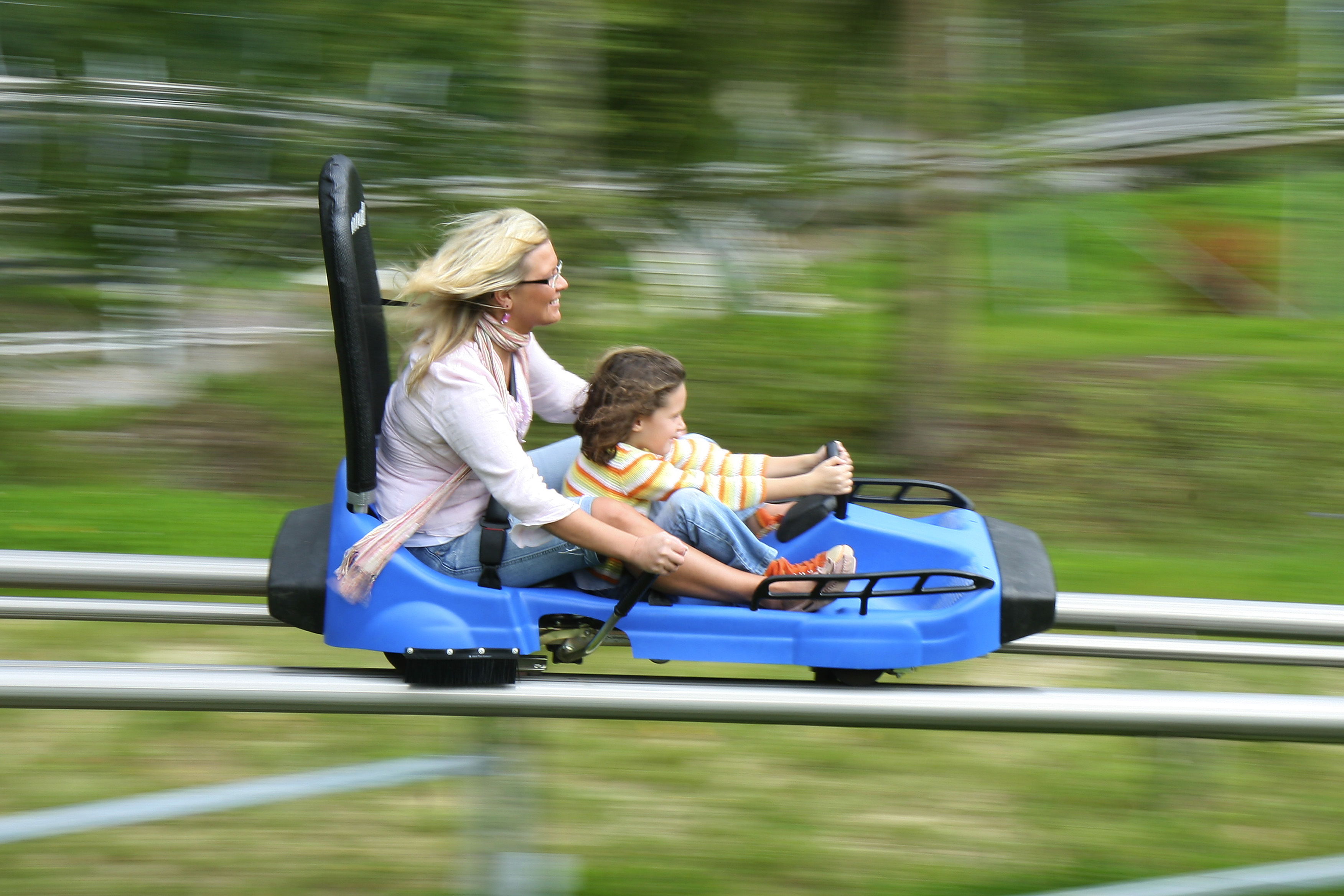
Glidbana i Eifelpark i Tyskland.

Sommarrodelbana är en sorts åkattraktion. Det består av en glidbana med eller utan spår utför en bergssluttning. Den åkande sitter i en vagn eller kälke som ofta av egen kraft rullar eller glider utför banan med eller utan spår.

## Två typer
En sommarrodelbana kan jämföras med en berg- och dalbana, men till skillnad från denna motordrivna åkattraktion färdas en åkande i en sommarrodelbana utför och ofta endast med hjälp av tyngdlagen. På det sättet liknar den vinterns isbanor för bobsleigh, rodel och skeleton.
Begreppet sommarrodelbana (engelska: summer toboggan) syftar på två huvudtyper av banor:
- Dels handlar det om en glidbana utan spår. En rodelbanas isunderlag är då ersatt av en glidbana med annat underlag (metall, plast, trä…).
- Den andra varianten – på engelska mountain coaster (jämför roller coaster, 'berg- och dalbana') – syftar på en åkattraktion med vagnar på spår. Denna variant finns bland annat i Hammarbybacken i Sverige.

## Förekomst

### Sverige
I Sverige finns (2024) sommarrodelbanor på fyra olika platser. Dessa är:
- Kungsbygget Äventyrspark på Hallandsåsen, en 935 lång bana. Man åker med sin rodel utför en glidbana med rundade kanter[1]
- SkiStars Mountain Coaster i Hammarbybacken i Stockholm, en 800 meter lång rälsbana med en höjdskillnad på ungefär 100 meter.[2]
- Rodelbana Rättvik i Rättviksbacken i Dalarna. Den har två parallella banor, vilket sägs vara den enda i Norden.[3]
- Isaberg Rodel Adventure i "Äventyrsberget" i Isaberg, i västra Småland. Banan utgörs av 1 kilometer lång räls som i vindlingar tar sig nedför berget.[4]

### Alperna
Många orter i Alperna har sommarrodelbanor, som komplement till sina vintertid snöklädda backar och isbanor. Detta inkluderar i Tyskland, Schweiz, Österrike, Italien och Frankrike.

### Andra länder
En av de längsta sommarrodelbanorna är Tobotronc i Naturlandia i Andorra. Dess längd är 5,3 km, och den löper mellan 2000 och 1600 meter över havet.